# Pomnik Tadeusza Kościuszki na Wawelu
Pomnik Tadeusza Kościuszki – pomnik konny w Krakowie na Wawelu poświęcony bohaterowi narodowemu Tadeuszowi Kościuszce.
Jest wspólnym dziełem lwowskiego rzeźbiarza Leonarda Marconiego i Antoniego Popiela. Projekt pomnika (1/4 wielkości) wykonał Leonard Marconi. Po jego śmierci model w naturalnej wielkości przygotowali  Antoni Popiel z Giovanim Giovanettim. Odlew z brązu w 1900 roku wykonała firma Władysław Dedrzeński i Spółka z Podgórza. Pomnik powstał z inicjatywy Towarzystwa im. Tadeusza Kościuszki. Miał stanąć na Rynku w Krakowie (od strony ulicy Szewskiej). Z powodu braku zgody co do miejsca ustawienia, był przechowywany w magazynie w Podgórzu, a następnie kilka lat przestał na dziedzińcu budynku straży pożarnej przy obecnej ulicy Westerplatte. Ostatecznie 20 grudnia 1921 ustawiono go na Wawelu, na bastionie króla Władysława IV Wazy.

Mapa Wawelu; pomnik Tadeusza Kościuszki znajduje się na bastionie Władysława IV

W czasie II wojny światowej, 17 lutego 1940, pomnik został zniszczony przez Niemców. W 1960, jako jedyny pomnik w Polsce został zrekonstruowany przez stronę niemiecką i jako dar mieszkańców Drezna dla Krakowa powrócił na swoje dawne miejsce. Przypomina o tym pamiątkowa tablica umieszczona na ceglanym murze bastionu:

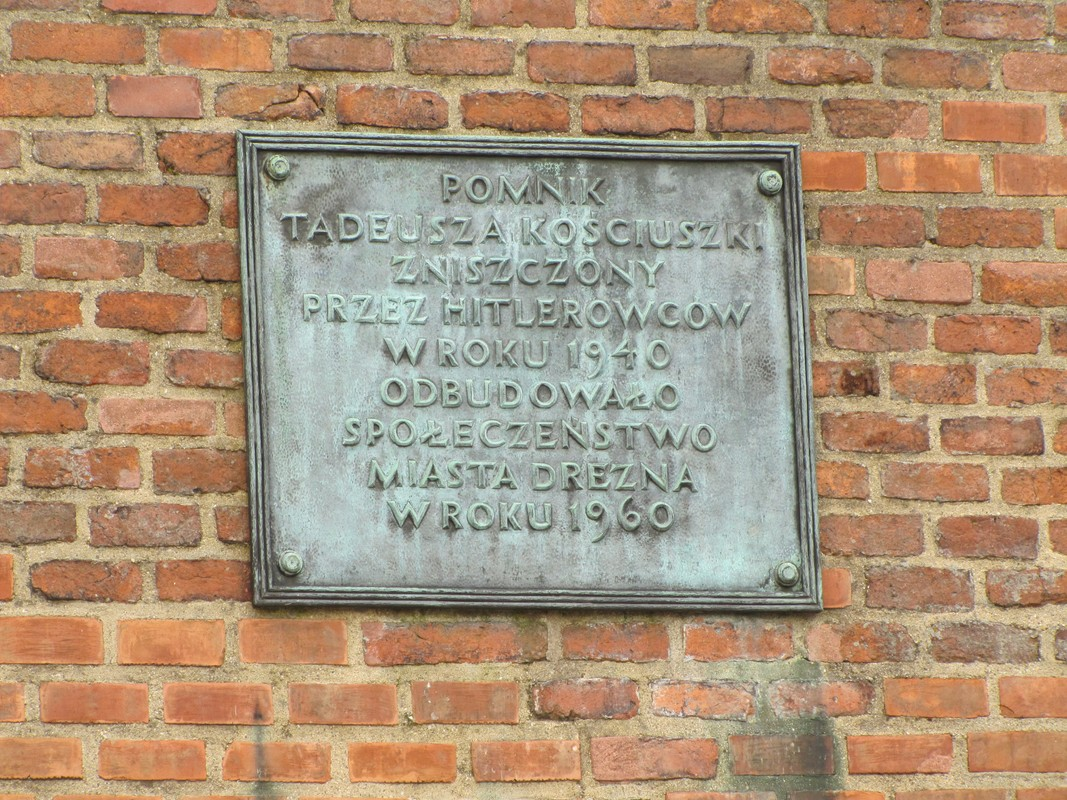

W roku 1978 kopia pomnika została podarowana Polonii w Detroit.